# Ulica Mykoły Ustyjanowycza we Lwowie
Ulica Mykoły Ustyjanowycza (ukr. Вулиця Устияновича) – ulica we Lwowie, w rejonie zaliznycznym. Biegnie od skrzyżowania ulic Bibliotecznej i Technicznej aż do placu św. Jerzego.

## Historia a nazwa
Na początku łączyła plac św. Jerzego z dzisiejszą ulica Petra Doroszenki, jednak teraz ostatni jej odcinek oddzielony w ulice Biblioteczną. Przez to numeracja zaczyna z numeru czwartego.
Jeszcze na początku XVIII wieku znana była jako ulica Marii Magdaleny. W 1871 roku nazwę zmieniono na Lipową, a w 1893 roku – na Ujejskiego, ku czci polskiego poety Kornela Ujejskiego. W 1945 roku zmieniono nazwę na cześć rosyjskiego kompozytora Aleksandra Borodina, którego jednak nic ze Lwowem nie łączyło. W 1946 roku nazwano ją imieniem pisarza i działacza społecznego Mykoły Ustyjanowycza. Niektóre źródła twierdzą, że ma się na uwadze jego syna – malarza i pisarza Kornyła Ustyjanowycza. Na ulicy zorganizowano jednokierunkowy ruch transportu w kierunku placu św. Jerzego. Ulicą jeżdżą trolejbusy linii nr 2, 9, 10, 12.

## Budynki
Nr 4 – zbudowany w 1906 roku przez firmę Józefa Sosnowskiego i Alfreda Zachariewicza na zamówienie Marii Badeni. Jednym z mieszkańców był wiceprezydent Lwowa, prawnik, profesor Marceli Chlamtacz. W latach 1930–1939 w budynku działał konsulat Czechosłowacji, następnie pomieszczenia wynajął adwokat Włodzimierz Starosolski, który jednak w czasie II wojny światowej został aresztowany i wywieziony do Związku Radzieckiego, gdzie zmarł.
Wcześniej na miejscu budynku znajdował się zbudowany w latach 1800-1810 pałac Skrzyńskich.
Nr 5 – budynek Wydziału Mechanicznego Politechniki Lwowskiej. Zbudowany w stylu modernizowanego, nieco groteskowego klasycyzmu w latach 1913-1924. Początkowo planowano wybudować go za miastem i podstawowy projekt Witolda Minkiewicza i Władysława Derdackiego przewidywał wzniesienie budowli z cegły nietynkowanej, stylizowanej pod budowlę przemysłową. Jednakże powstały problemy z nabyciem działki i budowę rozpoczęto na terenach, które od dawna należały do politechniki – za gmachem głównym (miejsce dzisiejsze). Budynku nie udało ukończyć się przed wybuchem I wojny światowej. Później, podczas wojny Polsko-ukraińskiej na pobliskich terenach urządzono tymczasową kostnicę i kaplicę. Budowę wznowiono dopiero w 1922 roku i skończono ją dwa lata później. Wystrój zewnętrzny zmieniono na neoklasyczny, by dostosować go do otoczenia. Projekt zmodernizowany wykonał Witold Minkiewicz, a rzeźbiarskie szczegóły – Janina Reichert-Toth.
Nr 6 – zbudowany w 1896 roku według projektu Jana Szulca. Jednym z mieszkańców domu był krytyk i znawca literatury Mychajło Rudnycki.
Nr 8, 8a, 8b – seria secesyjnych budynków mieszkaniowych, wzniesionych według projektu Maurycego Silbersteina. W budynku nr 8 mieszkał filolog Anton Załeski, a w nr 8b – filolog i malarz Stepan Krzyworuczko.
Nr 10 – wzniesiony w 1890 roku według projektu Gustawa Bisanza. W latach 1944–1972 mieszkał tu grafik Leopold Lewicki, obecnie w jego mieszakniu znajduje się muzeum jego imienia. W 1979 roku zainstalowano na fasadzie tablicę (autorstwa rzeźbiarza Emmanujiła Myśki).
Nr 14 – do 1939 roku budynek był własnością Mariana Panczyszyna. Organizował on poradnię przeciwgruźlicową, pierwszy takiego typu zakład we Lwowie. Obecnie mieści się w budynku fizjopediatryczny i pulmonologiczny oddział szpitala. Na froncie umieszczono tablicę z informacją, że w latach 1944-1972 głównym lekarzem był P. A. Poważny.